# Tayanna
Tayanna, född 29 september 1984 i Tjernivtsi, är en ukrainsk sångerska.

## Diskografi
- TAYANNA. Портреты (2016)
- Тримай мене (2017)